# Sabatieria maboyae
Sabatieria maboyae is een rondwormensoort uit de familie van de Comesomatidae. De wetenschappelijke naam van de soort is voor het eerst geldig gepubliceerd door Gourbault & Vincx.